# ديليسياس (محطة مترو أنفاق مدريد)
ديليسياس (بالإسبانية: Delicias)‏ هي محطة مترو أنفاق في مدريد في إسبانيا، تقع على الخط رقم 3. 